# José Leandro Andrade
José Leandro Andrade (Salto, 20 novembre 1901 – Montevideo, 5 ottobre 1957) è stato un calciatore uruguaiano, di ruolo centrocampista.
Soprannominato dai francesi La maravilla negra ("la meraviglia nera"), fu uno dei più grandi calciatori di sempre espressi dall'Uruguay. Con la maglia della sua nazionale, fu Campione olimpico nel 1924 e nel 1928, nonché campione del Mondo nel 1930. Nella classifica dei migliori calciatori del XX secolo, stilata dall'IFFHS nel 2000, occupa il ventinovesimo posto in assoluto e il ventesimo tra i calciatori sudamericani.

## Biografia

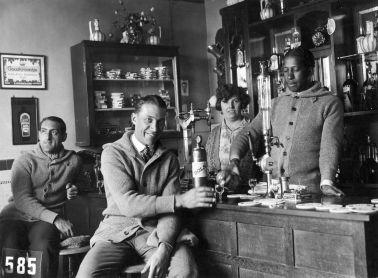
Andrade (dietro al bar) sta servendo un drink ai suoi compagni di squadra dell'Uruguay ad Amsterdam nel 1928.

Nasce nel 1901 a Salto, Uruguay, dalla relazione tra un'argentina, Anastasia, e José Ignacio Andrade, un brasiliano di 91 anni esperto di magia africana e che si crede sia immigrato da schiavi africani scappati in Brasile.
Andrade è appassionato di musica, oltre che di calcio. Da giovane cresce a Palermo, quartiere di Montevideo dove vive assieme a una zia. A Montevideo c'è il carnevale e Andrade ne prende parte come musicista, cantante e ballerino. Prima dell'introduzione del professionismo nel calcio in Uruguay, Andrade ha lavorato come musicista, lustrascarpe o venditore di giornali.

## Caratteristiche tecniche
Di ruolo mediano o mezzala destra, era un calciatore dotato di un vasto bagaglio tecnico e di ottimi passaggi. Giocatore intelligente e onesto, non ha mai celebrato le proprie reti. Non aveva la forza fisica dei suoi compagni di squadra, ma a centrocampo sopperiva con la tecnica individuale, la velocità e la straordinaria agilità, dovuta agli allenamenti che svolgeva con la sua squadra di club durante i quali i giocatori inseguivano le galline.

## Carriera

### Club
Appassionato di calcio, inizia la carriera nel Bella Vista, dove gioca assieme allo storico capitano dell'Uruguay José Nasazzi. Per cinque anni veste i colori del Nacional, poi quelli del Peñarol, infine finisce la propria carriera da calciatore nel 1935, dopo aver giocato anche per River Plate (M), Club Atlético Atlanta e Talleres (RdE) in Argentina.

### Nazionale

Andrade (quinto in piedi da sinistra) con la nazionale uruguaiana nel 1930

Andrade fu un punto di riferimento della Nazionale Uruguaiana degli anni venti-trenta, con la quale disputò 31 partite, trascinandola alle medaglie d'oro olimpiche del 1924 e del 1928, alla vittoria del primo campionato del mondo del 1930 giocato in Uruguay, ed a tre titoli sudamericani, nel 1923, 1924 e 1926. Sorprese tutti gli addetti ai lavori al Mondiale del 1930, manifestazione in cui è ritenuto che fu il miglior giocatore del torneo.
Morì di tubercolosi in un ospizio nel 1957, a 55 anni, solo, parzialmente cieco e in miseria.

## Statistiche
| Stagione  | Squadra         | Serie | Presenze | Reti |
| 1921      | Bella Vista     | A     | 23       | 5    |
| 1922      | Bella Vista     | A     | 23       | 5    |
| 1923      | Bella Vista     | A     | 25       | 7    |
| 1924      | Nacional        | A     | 26       | 16   |
| 1925      | Nacional        | A     | 26       | 14   |
| 1926      | Nacional        | A     | 26       | 12   |
| 1927      | Nacional        | A     | 25       | 6    |
| 1928      | Nacional        | A     | 26       | 9    |
| 1929      | Nacional        | A     | 26       | 6    |
| 1930      | Nacional        | A     | 25       | 6    |
| 1931      | Peñarol         | A     | 24       | 6    |
| 1932      | River Plate (M) | A     | 25       | 6    |
| 1933      | River Plate (M) | A     | 25       | 5    |
| 1934      | Atlanta         | A     | 18       | 0    |
| gen. 1935 | Talleres (RdE)  | A     | 8        | 3    |
| mag. 1935 | Peñarol         | A     | 10       | 4    |

## Palmarès

### Club

#### Competizioni nazionali
- Campionato uruguaiano: 3

Peñarol: 1932, 1935

### Nazionale
- Oro olimpico: 2

Parigi 1924, Amsterdam 1928
- Campionato mondiale: 1

Uruguay 1930
- Coppa America: 3

Uruguay 1923, Uruguay 1924, Cile 1926